# Broken Lance
Broken Lance is een Amerikaanse western uit 1954 onder regie van Edward Dmytryk. Het scenario is gebaseerd op de roman I'll Never Go There Any More (1941) van de Amerikaanse auteur Jerome Weidman. Destijds werd de film in Nederland uitgebracht onder de titel Haat.

## Verhaal
De veeboer Matt Devereaux heeft aldoor ruzie met de zoons uit zijn eerste huwelijk. Met zijn zoon Joe uit zijn tweede huwelijk kan hij goed overweg. Wanneer Joe in de gevangenis belandt, krijgt Matt het bijzonder lastig.

## Rolverdeling
| Acteur           | Personage         |
| ---------------- | ----------------- |
| Spencer Tracy    | Matt Devereaux    |
| Robert Wagner    | Joe Devereaux     |
| Jean Peters      | Barbara           |
| Richard Widmark  | Ben Devereaux     |
| Katy Jurado      | Mevrouw Devereaux |
| Hugh O'Brian     | Mike Devereaux    |
| Eduard Franz     | Two Moons         |
| Earl Holliman    | Denny Devereaux   |
| E.G. Marshall    | Horace            |
| Carl Benton Reid | Clem Lawton       |
| Philip Ober      | Van Cleve         |
| Robert Burton    | Mac Andrews       |